# Personer i Sverige födda i Elfenbenskusten
Till personer i Sverige födda i Elfenbenskusten räknas personer som är folkbokförda i Sverige och som har sitt ursprung i Elfenbenskusten. Enligt Statistiska centralbyrån fanns det 2017 i Sverige sammanlagt cirka 1 100 personer födda i Elfenbenskusten. Elfenbenskustens medborgare kallas ivorianer.

## Historisk utveckling

### Födda i Elfenbenskusten
| Personer i Sverige födda i Elfenbenskusten 2000–2024 | Personer i Sverige födda i Elfenbenskusten 2000–2024 | Personer i Sverige födda i Elfenbenskusten 2000–2024 | Personer i Sverige födda i Elfenbenskusten 2000–2024 | Personer i Sverige födda i Elfenbenskusten 2000–2024 |
| ---------------------------------------------------- | ---------------------------------------------------- | ---------------------------------------------------- | ---------------------------------------------------- | ---------------------------------------------------- |
|                                                      |                                                      |                                                      |                                                      |                                                      |
| År                                                   |                                                      |                                                      | Folkmängd                                            |                                                      |
| 2000                                                 | 2000                                                 |                                                      | 315                                                  |                                                      |
| 2001                                                 | 2001                                                 |                                                      | 330                                                  |                                                      |
| 2002                                                 | 2002                                                 |                                                      | 347                                                  |                                                      |
| 2003                                                 | 2003                                                 |                                                      | 384                                                  |                                                      |
| 2004                                                 | 2004                                                 |                                                      | 415                                                  |                                                      |
| 2005                                                 | 2005                                                 |                                                      | 442                                                  |                                                      |
| 2006                                                 | 2006                                                 |                                                      | 502                                                  |                                                      |
| 2007                                                 | 2007                                                 |                                                      | 555                                                  |                                                      |
| 2008                                                 | 2008                                                 |                                                      | 595                                                  |                                                      |
| 2009                                                 | 2009                                                 |                                                      | 674                                                  |                                                      |
| 2010                                                 | 2010                                                 |                                                      | 709                                                  |                                                      |
| 2011                                                 | 2011                                                 |                                                      | 766                                                  |                                                      |
| 2012                                                 | 2012                                                 |                                                      | 819                                                  |                                                      |
| 2013                                                 | 2013                                                 |                                                      | 864                                                  |                                                      |
| 2014                                                 | 2014                                                 |                                                      | 929                                                  |                                                      |
| 2015                                                 | 2015                                                 |                                                      | 981                                                  |                                                      |
| 2016                                                 | 2016                                                 |                                                      | 1 029                                                |                                                      |
| 2017                                                 | 2017                                                 |                                                      | 1 063                                                |                                                      |
| 2018                                                 | 2018                                                 |                                                      | 1 097                                                |                                                      |
| 2019                                                 | 2019                                                 |                                                      | 1 121                                                |                                                      |
| 2020                                                 | 2020                                                 |                                                      | 1 160                                                |                                                      |
| 2021                                                 | 2021                                                 |                                                      | 1 176                                                |                                                      |
| 2022                                                 | 2022                                                 |                                                      | 1 200                                                |                                                      |
| 2023                                                 | 2023                                                 |                                                      | 1 204                                                |                                                      |
| 2024                                                 | 2024                                                 |                                                      | 1 209                                                |                                                      |
| Anm.: Befolkning den 31 december respektive år.      |                                                      |                                                      |                                                      |                                                      |